# Mimoppia mexicana
Mimoppia mexicana är en kvalsterart som först beskrevs av Sandór Mahunka och Palacios-Vargas 1998.  Mimoppia mexicana ingår i släktet Mimoppia och familjen Oppiidae. Inga underarter finns listade i Catalogue of Life.